# Phyllonorycter viminetorum
Phyllonorycter viminetorum là một loài bướm đêm thuộc họ Gracillariidae. Nó được tìm thấy ở Latvia to Pyrenees và Ý và from Ireland to Ukraina.
Sải cánh dài 8–9 mm.
Ấu trùng ăn Salix viminalis. Chúng ăn lá nơi chúng làm tổ. They create a lower-surface tentiform mine close to the leaf margin và normally also close to the petiole. There are often two mines in a single leaf. The mine in contracted in a tube-like fashion. The pupa yellowish brown và there is no visible cocoon. The frass is deposited in a corner of the mine.